# 院内学級
院内学級（いんないがっきゅう）は、学校教育法でいう障害者のカテゴリーの中の「病弱」（身体虚弱を含む）に当たる子どもたちが、入院中に教育を受ける機会を提供される教室のこと。

## 概要
慢性の心臓、肺、腎臓などの疾患で6か月以上の入院、もしくは生活規制が必要な子どもや病弱児が主な対象である（2002年度より、6か月以上という条件は撤廃され、継続して治療や生活規制が必要という表現に変更されている）。疾患としては、心臓疾患、小児結核、腎炎その他が挙げられる。こうした病弱児のための専門の特別支援学校は、都道府県に各1校程度、一般には国立病院機構運営の病院や都道府県立ないしは社会福祉法人などが運営する子ども病院などに隣接して設けられているが、それ以外のその地方の基幹病院に入院中の子どものために、その特別支援学校から教員が派遣されて教育的な支援に当たっている。そうした教員が担当するのが院内学級である。

### 法的規定と院内学級利用者
院内学級には、法的な規定が存在しない。広義には病院内に設置された学級であり、設置の形態としては特別支援学校の分教室や小・中学校の特別支援学級がある。また特別支援学校の病院等への訪問教育を行なっている場合に、指導のための場所が確保されている場合も院内学級と呼ばれる。狭義には病院内に設置された小・中学校の特別支援学級を指す。
入院中の子どもたちは勉強することができないため、学習空白や入院による不安感などがあるとされる。また学力補償という観点からも学習を受ける場所と時間の確保が求められ、そのための学習の場が院内学級である。

### 現状
厚生労働省を中心とした国民運動である「健やか親子21」では、小児科等のあるすべての病院に院内学級を設置することを目標にしているが、中間報告においてその目標達成は難しい状況にあると示されている。
院内学級の設置には、都道府県教育委員会や市町村教育委員会及び学校の理解と行動だけでなく、病院の理解と協力も要されるため、設置が難しいのが現状である。